# Пудель
Пу́дель (нем. Pudel, от puddeln — «плескаться в воде») — порода собак. Изначально пудель являлся рабочей собакой, в частности использовался на охоте.. Современные пудели — преимущественно декоративные собаки.
Пудель занимает второе место в рейтинге самых умных пород, составленном доктором Стенли Кореном, после бордер-колли. Они умеют приспосабливаться практически к любому климату.
Считается, что пудели были выведены во Франции, но некоторые называют их родиной Германию, так как слово «пудель» имеет немецкое происхождение. Следует отметить, однако, что во Франции эта порода собак называется caniche от cane — утка, что свидетельствует о происхождении пуделя от охотничьих, французских водяных собак.
Продолжительность жизни пуделей составляет от 10 до 18 лет.
В Европе пудель известен с XV—XVI веков, долгое время оставался собакой, которая могла принадлежать только особам королевских кровей. За это и получил своё название большой (королевский) пудель, а вовсе не за размеры, как считают некоторые.

## История

### Происхождение

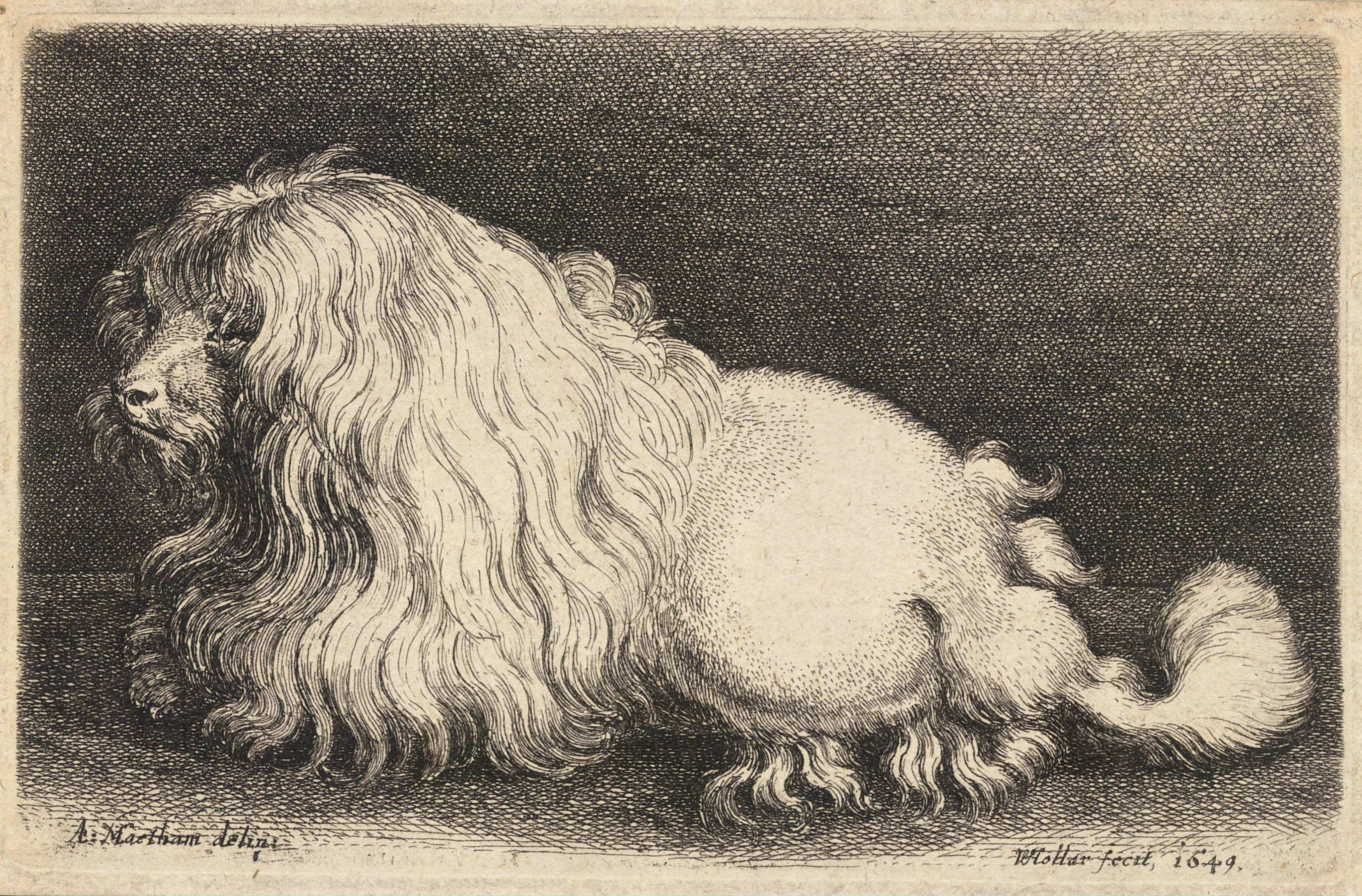
Гравюра XVII века, на которой изображён пудель

Многие кинологи считают, что пудель возник в Германии, где порода была известна со средних веков под названием "немецкая водяная собака'', точно также как английский водяной спаниель в Англии, барбет во Франции, а ирландский водяной спаниель в Ирландии. Одним из доказательств немецкого происхождения породы является название породы, которое происходит от нижненемецкого слово Pudel или «puddeln», что означает «брызгать». Кроме того различные немецкие художники XVII века писали картины с пуделями.
Некоторые кинологи думают, что пудель появился во Франции, где он известен как «Caniche» (фр «утиная собака»), и что порода происходит от барбета. Согласно стандарту FCI, пудель французская порода. Некоторые специалисты и вовсе утверждают, что порода происходит из России, Пьемонта или Северо-Западной Африки.
Изначальным предназначением породы была подача подстреленной дичи из водоёмов. В XVIII веке крупные пудели активно использовались в военных действиях, в основном для поиска раненых и обеспечения полевой связи. Также пудель может использоваться как пастушья собака.

### Размеры породы

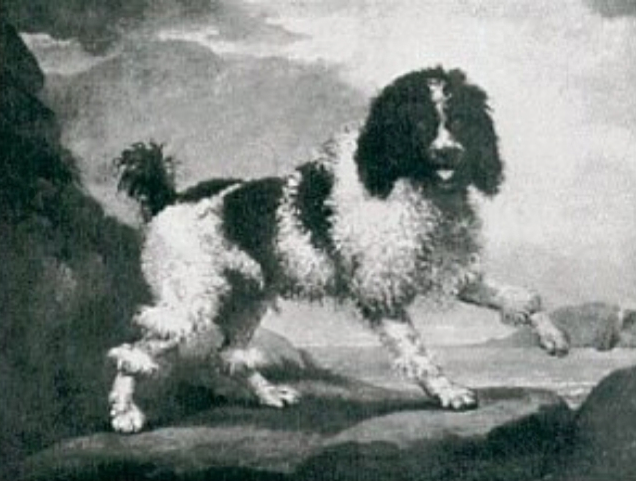

Миниатюрные пудели появились в цирках, где их активно держали благодаря уму и быстрому обучению. Больших пуделей, ростом под 60 см, тяжело содержать в бродячих цирках, потому были выведены миниатюрные пудели, которых до 1907 года называли той-пуделями. За пределами цирка миниатюрных пуделей активно держали как компаньонов.
Той-пудели появились в начале 20-го века, породу выводили селекционеры, чтобы создать популярную, небольшую собаку-компаньона. Первоначально эти усилия не увенчались успехом, часто наблюдались больные щенки. С течением времени и с внедрением новых методов селекции той-пудель стал мини-версией большого пуделя.
Последней из известных разновидностей пуделей — малый пудель, который по размеру занимает промежуточное положение между стандартным и миниатюрным пуделем. Считается, что одной из причин создания четвёртой разновидности, является желание уменьшить количество представленных пуделей по разновидности на экстерьерных выставках.

#### Teacup пудель
Teacup был выведен от той-пуделя, рост teacup пуделя должен быть менее 9 дюймов (≈ 23 см), а вес менее 6 фунтов (≈ 2,7 кг).
Разновидность имеет большой риск проблем со здоровьем, например проблемы с дыханием, сердечные заболевания, гидроцефалия, гипогликемия и другие болезни.
Не является официально признанной разновидностью пуделя ни одним из кеннел-клубов, в том числе FCI

### Признание породы кеннел-клубами
Пудель был признан Английским кеннел-клубом (KC) в 1874 году и Американским кинологическим клубом (AKC) в 1886 году. В 1955 году породу признали FCI.

## Внешний вид

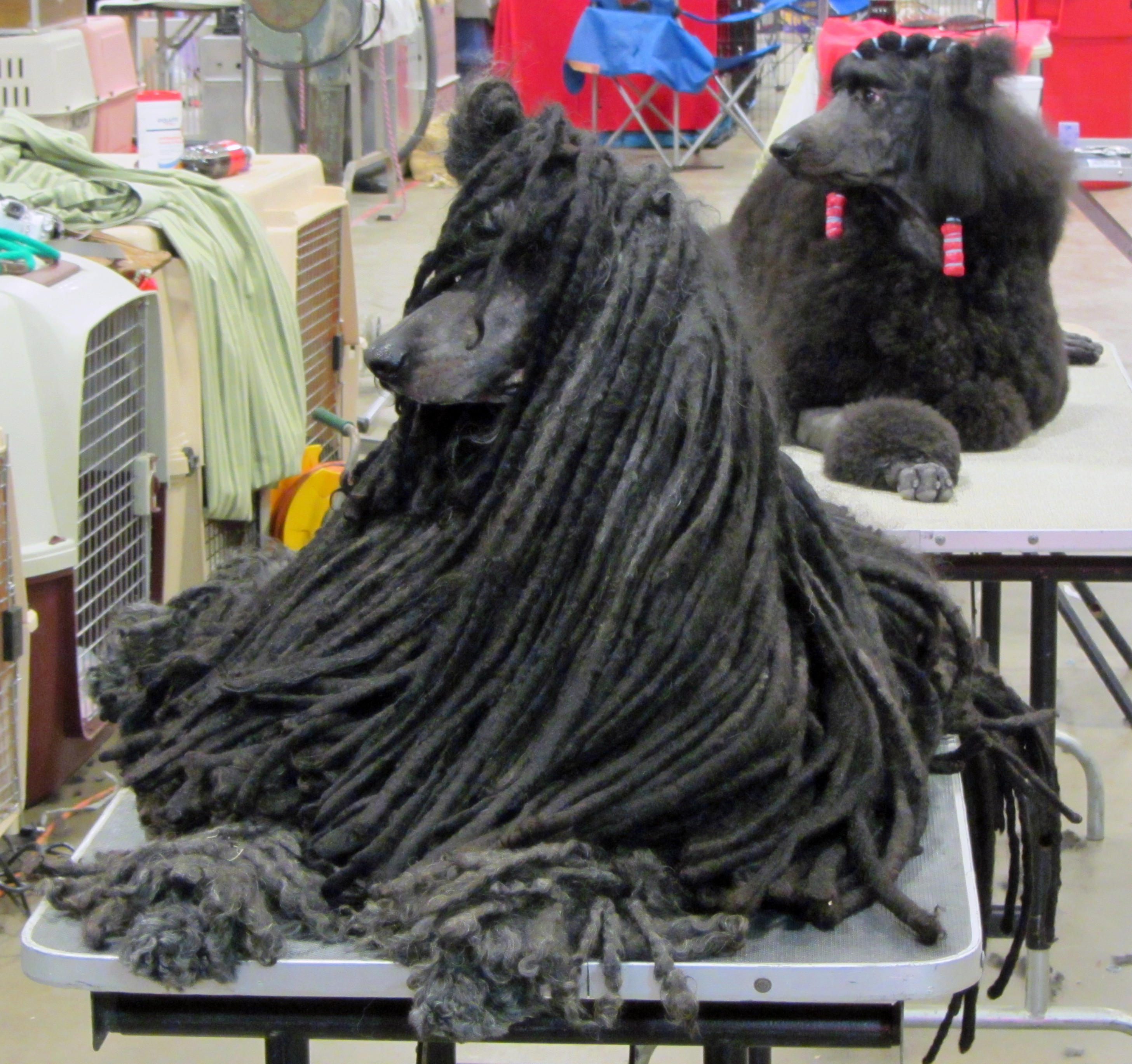
Пудель со шнуровой шерстью

Пудели очень разнообразны по внешнему виду. Стандарт FCI признаёт 4 ростовые разновидности, 6 цветов окраса и 2 типа шерсти.
Ростовые разновидности:
- Стандартный или большой, он же традиционно называется ещё королевским (фр. Grand — большой) от 45 до 60 см в холке
- Малый (фр. Moyen — средний) от 35 до 45 см в холке
- Миниатюрный или карликовый (фр. Nain — карликовый) от 28 до 35 см в холке
- Той (англ. Toy) — ниже 28 см в холке

Типы шерсти:
- кудрявая
- шнуровая

В породе встречаются разнообразные окрасы, однако стандартом породы признаны классические цвета — чёрный, белый и коричневый, а также более новые, так называемые «современные», серебристый и рыжий (от палевого до ярко-оранжевого). Некоторые кинологические организации, например Американский кеннел-клуб признают разновидности «фантом» (чёрно-подпалый) и «арлекин» (бело-чёрный), а также другие модифицированные окрасы, включая тигровый. Международная кинологическая федерация включила эти окрасы в стандарт породы 5 апреля 2024 года. С 1 августа 2024 года стандарт допускает двух- и трёхцветные окрасы, чёрный и коричневый с подпалом, тигровый и тигрово-пегий.

### Голова

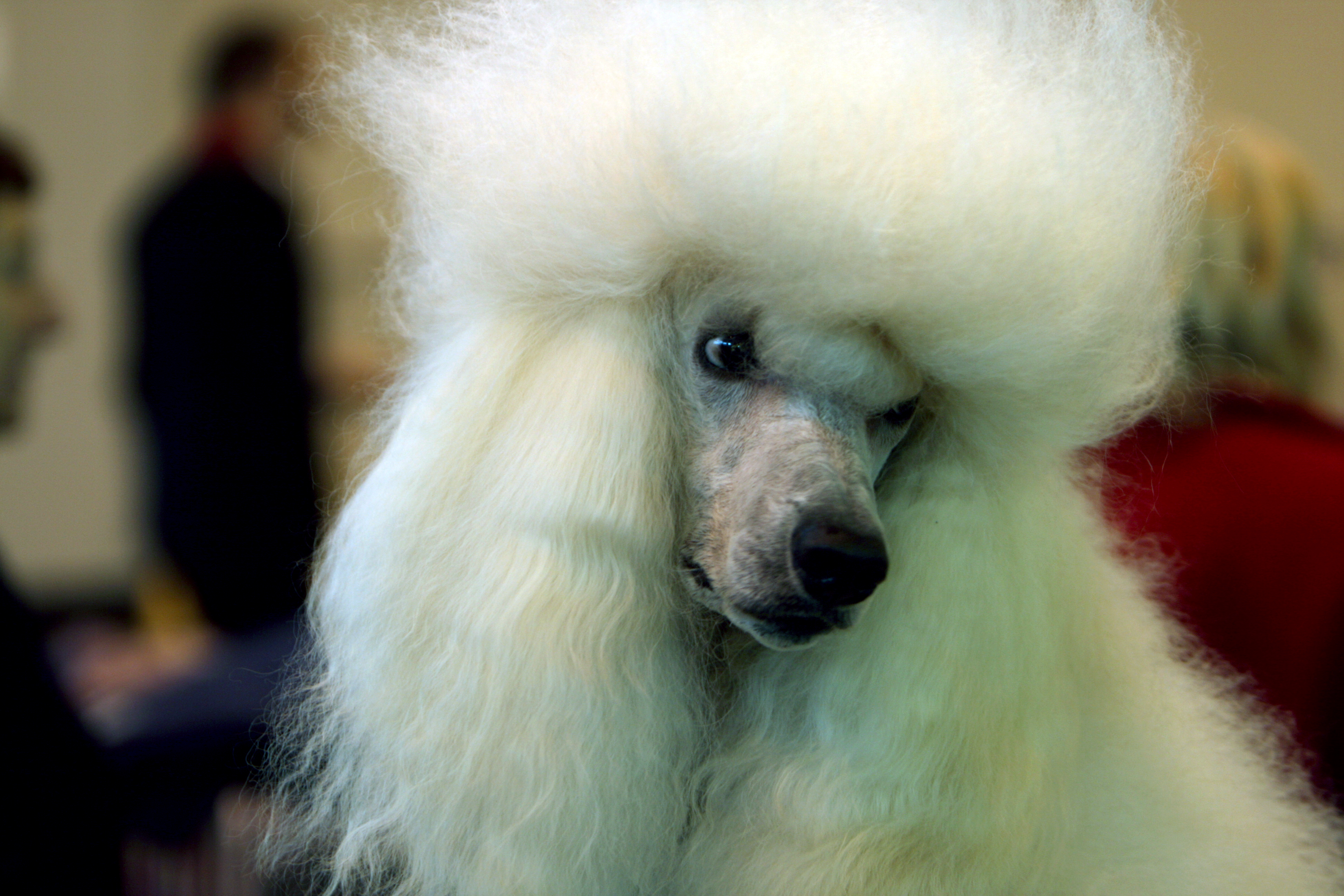
Стандартный пудель

Удлинённая. Череп немного выпуклый, с выраженным затылочным бугром. Переход ото лба к морде не резок. Спинка носа прямая. Глаза миндалевидного разреза, тёмно-карие, у коричневых и коричнево-пигментированных абрикосовых и красных собак — карий до янтарного. Губы сухие, плотно прилегающие. Цвет мочки носа в зависимости от окраса: у чёрных — чёрный, у белых — чёрный (допустим, но нежелателен коричневый), у коричневых — коричневый, у серебристых — чёрный, у абрикосовых и красных — чёрный или коричневый. Цвет мочки носа арлекинов определяется цветом окрашенных участков шерсти, цвет мочки носа подпалых пуделей зависит от базового цвета (чёрный либо коричневый). Осветлённая мочка носа («зимний нос») крайне нежелательна.

## Характер
Пудель производит впечатление умной, постоянно внимательной и активной собаки, исполненной чувства собственного достоинства. В силу своей наблюдательности и высокой заинтересованности во взаимодействии с человеком пудель легко и с интересом обучается, и при грамотном подходе стабильно демонстрирует освоенные навыки, что снискало ему славу идеальной цирковой собаки.
Ввиду происхождения пудели обладают выраженной склонностью к охоте и могут успешно использоваться для охоты на водную и боровую дичь, преимущественно птицу. В настоящее время практика охоты с пуделями распространена в основном в США и Канаде, где большие (стандартные, королевские) пудели работают как подружейные собаки при охоте на фазана, утку, реже другую птицу, а также зайца. В России тоже есть опыт охоты с пуделями. Как подружейных собак используют в основном больших пуделей, очень редко — малых.
Благодаря прекрасному чутью пудели могут успешно использоваться в поисково-спасательной и таможенной службах. В СССР в системе ДОСААФ большие пудели входили в перечень служебных пород.
Какой бы деятельностью ни был занят пудель, работает он охотно и азартно.

## Рацион

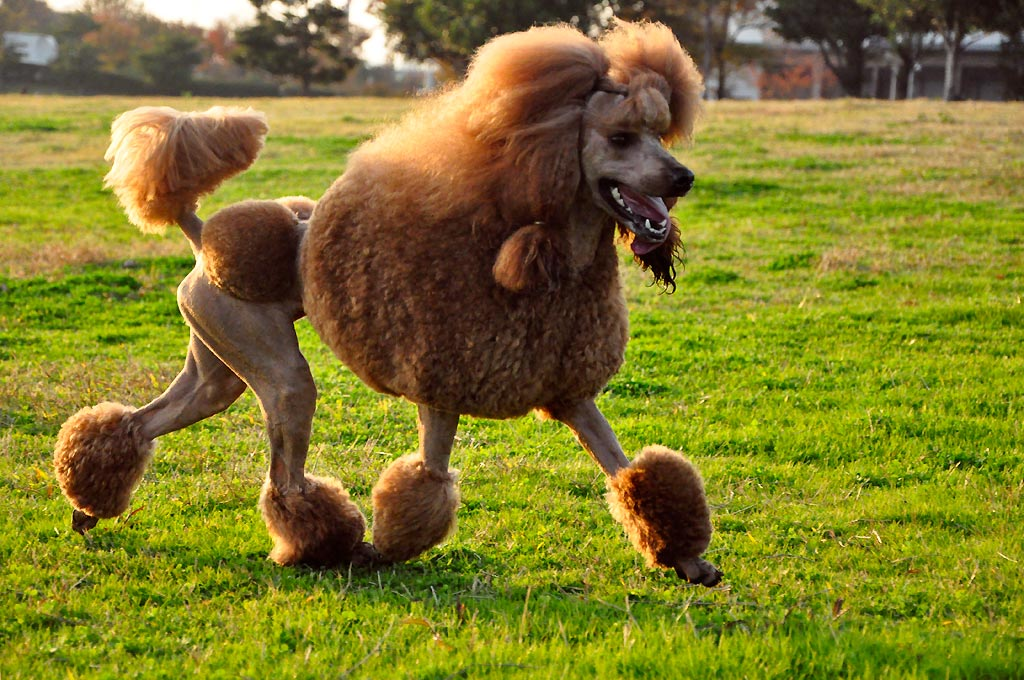
Большой пудель красного окраса

Рацион питания пуделя должен состоять из животной и растительной пищи, содержащей в себе все необходимые для организма вещества. Установлено, что для обеспечения нормальной жизнедеятельности организма собаки на 1 кг массы в сутки требуется: белков 4-5 г., жиров — 1-2, углеводов — 12-15, минеральных солей — 8-10 г; витаминов: А — 1-5 мг, В1 — 0,5, С — 10, В2 — 2-3, РР — 10 мг.
При кормлении натуралкой в рационе должно преобладать мясо (говядина) и мясные продукты, которые должны составлять примерно 2/3 рациона. Мясо допускается использовать свежее или замороженное после оттаивания, в сыром виде, небольшими кусочками. Суточная доза составляет от 30 до 400 грамм в зависимости от массы и возраста пуделя. При кормлении мясными субродуктами их необходимо отваривать. Также в рационе 1-2 раза в неделю необходима рыба. Морская рыба даётся собакам сырой, пресноводная — варёной. Предварительно следует удалить плавники и кости. Суточная норма от 30 до 300 г в зависимости от веса, так же, как и с мясом. Щенкам до 3 месяцев любую рыбу дают только отваренной.

## Стрижка пуделей

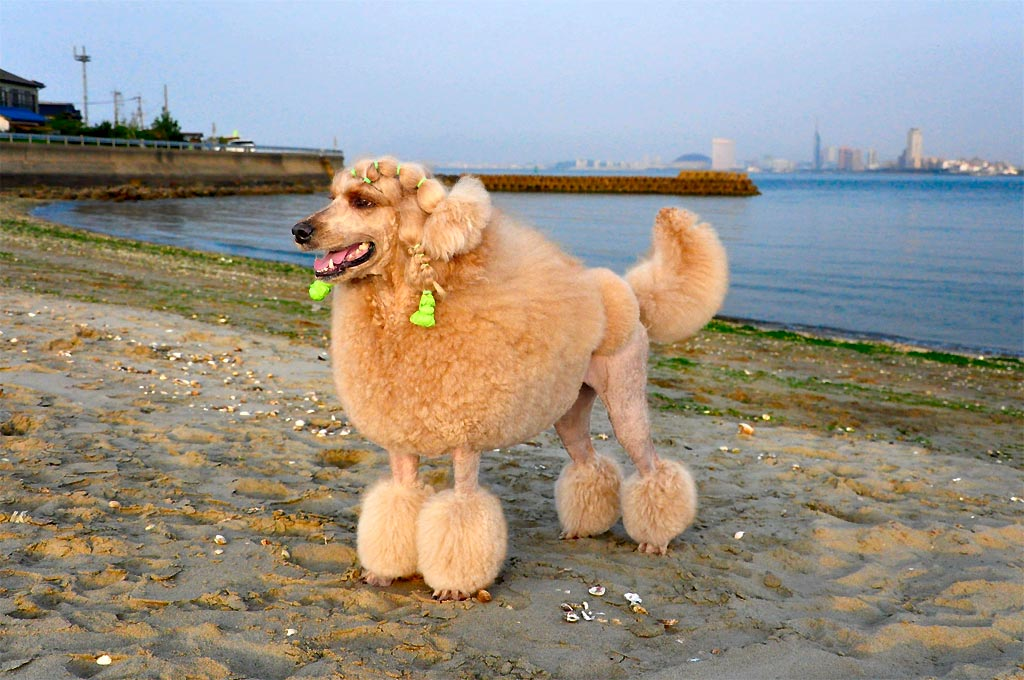
Средний пудель абрикосового окраса

Для участия в выставках, проводимых по правилам FCI (РКФ в России, региональные организации в других странах), в настоящее время допускаются следующие варианты стрижек:
Стрижка «ЛЕВ»: Независимо от вида шерсти, кудрявая или шнуровая, пудель стрижётся от задних конечностей до рёбер. Также стригутся: морда сверху и снизу до нижних век, щёки, передние и задние конечности кроме манжет или браслетов, которые на задних конечностях не обязательны; хвост, за исключением круглого или овального помпона, который должен сохраняться. Усы обязательны для всех. Разрешается оставить шерсть на передних конечностях, что называется «штаны».
Стрижка «МОДЕРН»: На задних и передних конечностях шерсть оставляется при соблюдении следующих правил:
1. Стрижётся:
а) Нижняя часть передних конечностей от когтей до когтя на запястье; нижняя часть задних конечностей до высоты, соответствующей передним конечностям.
Стрижка машинкой ограничивается пальцами лап.
б) Голова и хвост в соответствии с правилами, описанными выше.
В порядке исключения в этой стрижке допускается:
• Короткая борода на нижней челюсти, которая не должна быть длиннее 1 см; её нижняя линия стрижётся параллельно челюсти. Форма бороды, называемая «de bove» — козлиная борода, не допускается.
• Отсутствие помпона на хвосте
2. Укороченная шерсть: По корпусу образует линию верха, стрижётся более или менее длинной для создания муарового эффекта, но не менее 1 см. Длина шерсти постепенно увеличивается по бокам до верхней части конечностей.
3. Выровненная шерсть:

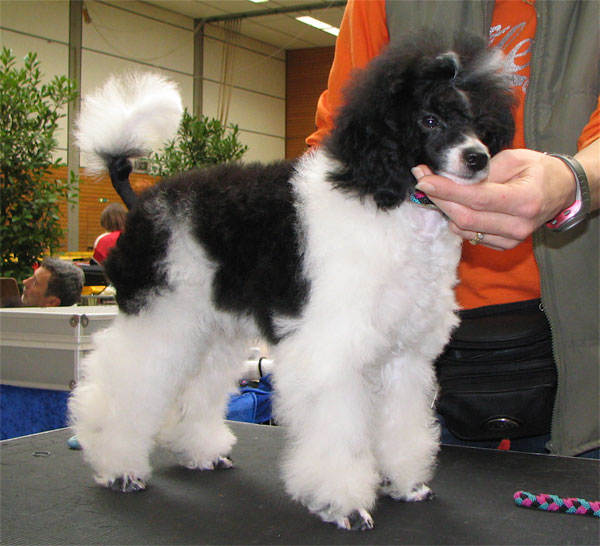
Чёрно-белый пудель («арлекин»)

а) На голове оставляется шапочка разумной высоты, точно также оставляется шерсть на шее сзади до холки, а спереди шерсть образует непрерывную линию до бритой части лап, при этом линия становится слегка наклонной на высоте грудины. Шерсть на верхней части ушей, максимально на верхней трети их длины, может быть укорочена ножницами или сбрита по направлению роста шерсти. Нижняя часть ушей остаётся с шерстью, длина которой увеличивается книзу, и заканчивается выровненной бахромой.
б) На конечностях образуется чёткий переход от штанов к бритой части лап. Длина оттянутой шерсти постепенно увеличивается к плечам и бёдрам и составляет от 4 до 7 см в зависимости от роста пуделя, но следует избегать излишней пышности. Штаны на задних конечностях должны подчёркивать типичные для пуделя углы сочленений. Любые фантазии, ведущие к отклонению от данных норм стандарта, исключаются. Независимо от того, какая стрижка использована, она ни в коем случае не должна влиять на оценку на выставке. Все представленные пудели, которые стартуют в одном и том же классе, должны описываться и оцениваться вместе.
«АНГЛИЙСКАЯ СТРИЖКА»:
В этой стрижке в развитие мотивов стрижки «лев» моделируются браслеты или манжеты на задних конечностях. На голове топ-нот. Для этой стрижки усы не обязательны. Допустимо отсутствие чёткого разграничения шерсти на задних конечностях. Топ-нот также не обязателен (категорически запрещается использовать лаки или любые другие средства для создания топ-нота).
Пудели, подстриженные не в соответствии с требованиями стандарта, пока они выглядят таким образом, не могут получить оценку на официальных выставках, однако из-за этого они не могут быть дисквалифицированы для разведения.
Стрижка «ПАПИ»
Стрижка «папи» допускается на выставках как подготовительная стадия для приведённых в приложении к стандарту выставочных стрижек. Пуделям в стрижке «папи» на выставках могут присуждаться таким образом оценки при условии, что они в остальном соответствуют содержащимся в стандарте критериям.
Выполнение стрижек (груминг) — достаточно трудоёмкий процесс, требующий специальных навыков.
Для собак, не участвующих в выставках, используют и другие, более практичные, стрижки.